# 劉乾 (嘉靖進士)
劉乾（1507年—？年），字仲坤，直隸保定府唐縣人，軍籍。明朝政治人物。

## 生平
治《詩經》，由國子生中式順天府鄉試第一百十七名舉人，年三十二歲中式嘉靖十七年戊戌科會試第二百十九名，第三甲第一百三十六名進士。十九年任祥符县知县。官至国子监助教。

## 家族
行三，曾祖劉著，教諭；祖劉瑜，翰林院檢討；父劉汝教；母左氏。慈侍下，妻王氏，繼妻徐氏；兄鼎；泰，弟恒。